# تشنغ سيو تشونغ
تشنغ سيو تشونغ (29 سبتمبر 1972 بهونغ كونغ في الصين - ) هو مدرب كرة قدم ولاعب كرة قدم صيني وكوستاريكي في مركز الهجوم. شارك مع منتخب كوستاريكا تحت 20 سنة لكرة القدم ومنتخب هونغ كونغ لكرة القدم. أما مع النوادي، فقد لعب مع نادي جنوب الصين ونادي كيتشي وC.S. Uruguay de Coronado ‏ ونادي إيسترن سبورتس ونادي ألاجولينسي وHappy Valley AA ‏ وDouble Flower FA ‏.

## وصلات خارجية
- تشنغ سيو تشونغ على موقع قاعدة بيانات كرة القدم.إي يو (الإنجليزية)